# Як козаки інопланетян зустрічали
«Як козаки́ інопланетя́н зустріча́ли» — анімаційний мультфільм студії «Київнаукфільм», знятий у 1987, восьма історія серіалу «Козаки».

## Сюжет
У цій серії козаки зустрічають інопланетян, карикатурно схожих на них самих (Грая, Ока та Тура). Прибульцям для повернення на рідну планету потрібна олія, щоб змастити коліщата в двигуні їхньої летючої тарілки. Козаки пропонують олію, яка в них була, але вона не годиться.
Козаки разом з інопланетянами мандрують Європою на возі, запряженому волами, у пошуках олії для зорельота. Спершу вони відвідують Болгарію, де знаходять трояндову олію та захищають місто від ворогів. Виявляється, що летюча тарілка чудово відбиває всі кулі назад у нападників. Жителі міста за порятунок дарують козакам трояндову олію, та вона теж не годиться інопланетянам.
Потім козаки досягають Риму, де заради опалення лазень вирубали майже весь ліс. Козаки за допомоги інопланетян прокладають водогін від вулкана в лазні. Римляни віддячують, подарувавши оливкову олію, та й вона не підходить інопланетянам.
Козаки приїжджають до Іспанії, куди саме повернулися кораблі з Америки. Козацький віз і волів сприймають за скарби та доставляють до палацу короля. Там воли з'їдають усе золото, за що інквізиція збирається спалити їх. Око пояснює волам, яка загроза над ними нависла, і воли разом з возом, козаками й інопланетянами біжать в Україну.
Наприкінці шляху виявляється, що возу треба змастити колесо. Тоді з'ясовується, що шукана олія весь час була в козаків під рукою — це коломазь. Інопланетяни відлітають, перед цим подарувавши Оку запальничку, Граю стетоскоп, а Туру бур.

## Знімальна група
- Сценаристи: Олександр Костинський, Володимир Дахно, Володимир Васьковцев
- Режисер: Володимир Дахно
- Художник-постановник: Іван Будз
- Композитор: Володимир Губа
- Оператор: Анатолій Гаврилов
- Звукооператор: Віктор Груздєв
- Мультиплікатори: Олександр Лавров, Микола Бондар, Ніна Чурилова, Костянтин Чикін, Н. Устенко, Михайло Титов, А. Карбовничий, С. Гизила, І. Скорупський, Людмила Ткачикова, Е. Перетятько
- Режисер монтажу: Олег Педан
- Редактор: Світлана Куценко
- Директор знімальної групи: Іван Мазепа